# Новое Пашково
Но́вое Па́шково (бел. Новае Пашкава) — деревня в Могилёвском районе Могилёвской области Республики Беларусь. Административный центр Пашковского сельсовета. Деревня расположена в 4 километрах на северо-запад от Могилёва. Населённый пункт также соединён дорогой с трассой М4.
В Новом Пашково находится Могилёвский аэроклуб ДОСААФ имени А. М. Кулагина. 

## История

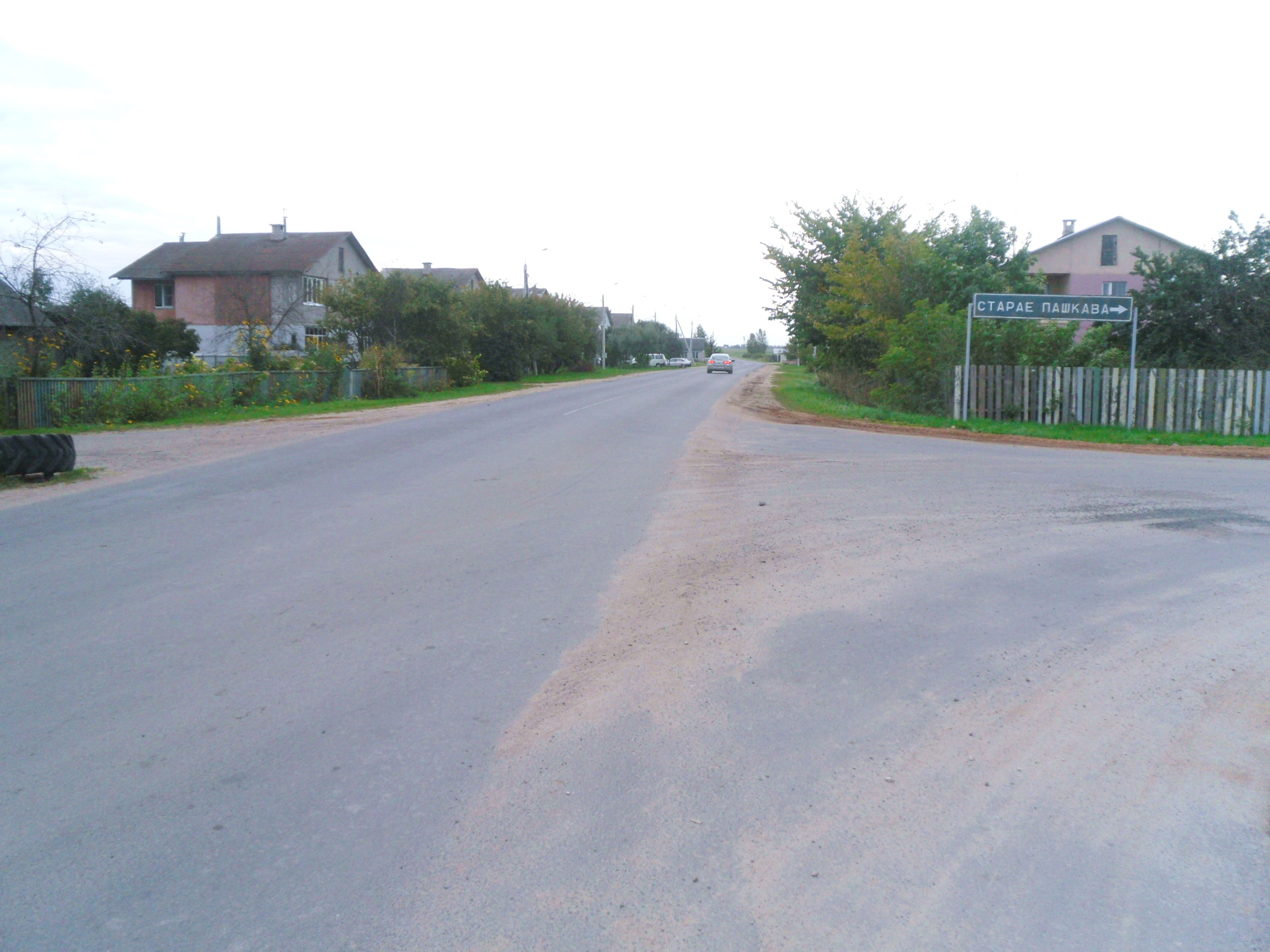
Новое Пашково. Поворот на Старое Пашково

Деревня известна с начала XX века. В 1909 году в Малом Пашкове было 13 дворов и 87 жителей. 1 мая 1924 года 28 дворов объединились в сельскохозяйственную артель, которой было выделено 60 га земли. В этом же году была создана комсомольская ячейка, которая организовала творческую самодеятельность, чтение книг и газет, наладила работу кружков по ликвидации безграмотности среди взрослых. 4 января 1930 года здесь был организован колхоз им. С. М. Будённого. В 1940 году за достижения в развитии хозяйства колхоз был награждён орденом Ленина. Во время Великой Отечественной войны с июля 1941 года по 27 июня 1944 года деревня была оккупирована немецкими войсками. В 1990 году здесь было 106 дворов и 462 жителя, деревня — центр колхоза им. В. Володарского. Здесь размещалась производственная бригада, мастерские по ремонту сельхозтехники, мельница, лесопилка, установка для приготовления витаминной муки, ферма крупного рогатого скота и свиноводческая, з магазина, 8-летняя школа, комплексный приёмный пункт бытового обслуживания населения, отделение связи, отделение банка, клуб, библиотека, фельдшерско-акушерский пункт.

## Инфраструктура
Расположены базовая школа-сад, фельдшерско-акушерский пункт.

## Культура
- Дом культуры

## Достопримечательность
- Аллея Мира и Созидания

#### Памятник, скульптура
- Памятник В. И. Ленину
- Около деревни на территории учебно-спортивного учреждения «Могилёвский аэроклуб имени А. М. Кулагина» имеется 6 мемориальных летательных аппаратов – 5 самолётов (Ан-2Т, Су-24МР, Су-27П, Ту-134, Як-52) и 1 вертолёт (Ми-2Т). Данные летательные аппараты являются экспонатами создаваемого в аэроклубе музея авиационной техники.